# クリストファー・イセグエ
クリストファー・イセグエ（Christopher Isegwe Njunguda、1976年2月22日 - ） はタンザニアの陸上競技選手。専門はマラソン、長距離走。世界陸上競技選手権ヘルシンキ大会男子マラソン優勝者。
2005年世界陸上競技選手権ヘルシンキ大会男子マラソンでは37キロ地点で尾方剛を振り切り2時間10分21秒の自己新記録でゴール、連覇したジャウアド・ガリブに次ぐ2位入賞の成績を残した。この時イセグエが獲得した銀メダルは、タンザニア選手が世界陸上競技選手権大会において獲得した初のメダルとなった。

## 記録
- ハーフマラソン - 1時間02分17秒（2003年）
- マラソン - 2時間10分21秒（2005年）